# Alfred (kärnreaktor)
Advanced Lead-cooled Fast Reactor European Demonstrator (Alfred, stiliserat som ALFRED) är en planerad blykyld snabbreaktor. Den är designad av Ansaldo Energia från Italien och representerar den sista etappen av Elsy- och Leader-projekten.

## Konstruktion
Alfred kommer att byggas i den rumänska staden Mioveni nära Pitesti.

## Tekniska data
- Termisk effekt: 300 MW
- Eleffekt: 125 MW
- Spektrum: Snabb
- Kylvätska: Bly
- Genomsnittlig blykylarvätsketemperatur: 520 °C (968 °F) vid inträde i ånggeneratorn; 390 °C (734 °F) vid utgången av ånggeneratorn.
- Bränsle: MOX eller uran (20 %)